# Einband-Europameisterschaft 2015

Logo CEB (ausrichtender Verband)

Veranstaltungsort: Brandenburg / Havel

Die Einband-Europameisterschaft 2015 war das 61. Turnier in dieser Disziplin des Karambolagebillards und fand vom 25. bis zum 27. April 2015 in Brandenburg an der Havel statt. Es war die elfte Einband-Europameisterschaft in Deutschland.

## Geschichte
Ab 2013 wird die Europameisterschaft nicht mehr als Einzelturnier veranstaltet, sondern bei einer Multi-Europameisterschaft bei der alle Disziplinen des Karambolsports ausgetragen werden. Diese Meisterschaft findet im zwei Jahresrhythmus statt.
Frédéric Caudron ist im Einband das Maß aller Dinge zu dieser Zeit. Nur wenn er mal schwächelt haben seine Gegner eine Chance gegen ihn. Das war im Viertelfinale der Fall. Der Franzose Grégory le Deventec hatte die Möglichkeit zu einer Überraschung. Nach ständiger Führung bis in die Schlussphase sah es nach einer Überraschung aus. Aber Caudron erzielte wieder einmal die entscheidenden Punkte zur richtigen Zeit. Der Rest des Turniers war dann wieder wie immer. Der Belgier gewann klar. Arnim Kahofer, Cadrespezialist aus Wien der zusammen mit Bernard Villiers Dritter wurde, gewann für Österreich nach 20 Jahren wieder einmal ein EM-Medaille im Einband.

## Modus
Gespielt wurde in acht Gruppen à 3 Teilnehmer bis 100 Punkte. Die Gruppensieger qualifizierten sich für das Viertelfinale. Ab hier wurde bis 120 Punkte gespielt. Platz drei wurde nicht ausgespielt.
Die Qualifikationsgruppen wurden nach Rangliste gesetzt. Es gab außer dem Titelverteidiger keine gesetzten Spieler mehr für das Hauptturnier.
1. MP = Matchpunkte
2. GD = Generaldurchschnitt
3. HS = Höchstserie

## Gruppenphase
| MP    | Match Points (Sieger = 2; Unentschieden = 1; Verlierer = 0) |
| Pkte. | Erzielte Karambolagen                                       |
| Aufn. | Benötigte Versuche                                          |
| GD    | Generaldurchschnitt                                         |
| BED   | Bester Einzeldurchschnitt eines Spielers                    |
| HS    | Höchstserie                                                 |
|       | Bester GD des Turniers                                      |
|       | Bester ED des Turniers                                      |
|       | Beste HS des Turniers                                       |
|       | 1. Platz (Gold)                                             |
|       | 2. Platz (Silber)                                           |
|       | 3. Platz (Bronze)                                           |

| Abschlusstabelle Gruppe A | Abschlusstabelle Gruppe A | Abschlusstabelle Gruppe A | Abschlusstabelle Gruppe A | Abschlusstabelle Gruppe A | Abschlusstabelle Gruppe A | Abschlusstabelle Gruppe A | Abschlusstabelle Gruppe A |
| Platz                     | Name                      | MP                        | Pkt.                      | Aufn.                     | GD                        | BED                       | HS                        |
| ------------------------- | ------------------------- | ------------------------- | ------------------------- | ------------------------- | ------------------------- | ------------------------- | ------------------------- |
| 1                         | Frédéric Caudron          | 4:0                       | 200                       | 13                        | 15,38                     | 16,66                     | 58                        |
| 2                         | Jordi Garriga             | 2:2                       | 123                       | 20                        | 6,15                      | 7,14                      | 27                        |
| 3                         | Miroslav Baca             | 0:4                       | 118                       | 21                        | 5,61                      | –                         | 22                        |

| Abschlusstabelle Gruppe B | Abschlusstabelle Gruppe B | Abschlusstabelle Gruppe B | Abschlusstabelle Gruppe B | Abschlusstabelle Gruppe B | Abschlusstabelle Gruppe B | Abschlusstabelle Gruppe B | Abschlusstabelle Gruppe B |
| Platz                     | Name                      | MP                        | Pkt.                      | Aufn.                     | GD                        | BED                       | HS                        |
| ------------------------- | ------------------------- | ------------------------- | ------------------------- | ------------------------- | ------------------------- | ------------------------- | ------------------------- |
| 1                         | Bernard Villiers          | 4:0                       | 200                       | 24                        | 8,33                      | 9,09                      | 39                        |
| 2                         | Thomas Wildförster        | 2:2                       | 165                       | 32                        | 5,15                      | 5,26                      | 45                        |
| 3                         | Tamas Szolnoki            | 0:4                       | 53                        | 30                        | 1,76                      | –                         | 12                        |

| Abschlusstabelle Gruppe C | Abschlusstabelle Gruppe C | Abschlusstabelle Gruppe C | Abschlusstabelle Gruppe C | Abschlusstabelle Gruppe C | Abschlusstabelle Gruppe C | Abschlusstabelle Gruppe C | Abschlusstabelle Gruppe C |
| Platz                     | Name                      | MP                        | Pkt.                      | Aufn.                     | GD                        | BED                       | HS                        |
| ------------------------- | ------------------------- | ------------------------- | ------------------------- | ------------------------- | ------------------------- | ------------------------- | ------------------------- |
| 1                         | Dave Christiani           | 4:0                       | 200                       | 21                        | 9,52                      | 11,11                     | 42                        |
| 2                         | Pascal Dessaint           | 2:2                       | 139                       | 50                        | 2,78                      | 2,63                      | 19                        |
| 3                         | Paulo Andrade             | 0:4                       | 92                        | 47                        | 1,95                      | –                         | 7                         |

| Abschlusstabelle Gruppe D | Abschlusstabelle Gruppe D | Abschlusstabelle Gruppe D | Abschlusstabelle Gruppe D | Abschlusstabelle Gruppe D | Abschlusstabelle Gruppe D | Abschlusstabelle Gruppe D | Abschlusstabelle Gruppe D |
| Platz                     | Name                      | MP                        | Pkt.                      | Aufn.                     | GD                        | BED                       | HS                        |
| ------------------------- | ------------------------- | ------------------------- | ------------------------- | ------------------------- | ------------------------- | ------------------------- | ------------------------- |
| 1                         | Nicolas Gerassimopoulos   | 4:0                       | 200                       | 26                        | 7,69                      | 10,00                     | 58                        |
| 2                         | Eddy Leppens              | 2:2                       | 171                       | 24                        | 7,12                      | 12,50                     | 26                        |
| 3                         | Jean Paul de Bruijn       | 0:4                       | 147                       | 18                        | 8,16                      | –                         | 79                        |

| Abschlusstabelle Gruppe E | Abschlusstabelle Gruppe E | Abschlusstabelle Gruppe E | Abschlusstabelle Gruppe E | Abschlusstabelle Gruppe E | Abschlusstabelle Gruppe E | Abschlusstabelle Gruppe E | Abschlusstabelle Gruppe E |
| Platz                     | Name                      | MP                        | Pkt.                      | Aufn.                     | GD                        | BED                       | HS                        |
| ------------------------- | ------------------------- | ------------------------- | ------------------------- | ------------------------- | ------------------------- | ------------------------- | ------------------------- |
| 1                         | Arnim Kahofer             | 4:0                       | 200                       | 16                        | 12,50                     | 16,66                     | 43                        |
| 2                         | Torbjörn Blomdahl         | 2:2                       | 172                       | 15                        | 11,46                     | 11,11                     | 29                        |
| 3                         | Raymund Swertz            | 0:4                       | 71                        | 19                        | 3,73                      | –                         | 23                        |

| Abschlusstabelle Gruppe F | Abschlusstabelle Gruppe F | Abschlusstabelle Gruppe F | Abschlusstabelle Gruppe F | Abschlusstabelle Gruppe F | Abschlusstabelle Gruppe F | Abschlusstabelle Gruppe F | Abschlusstabelle Gruppe F |
| Platz                     | Name                      | MP                        | Pkt.                      | Aufn.                     | GD                        | BED                       | HS                        |
| ------------------------- | ------------------------- | ------------------------- | ------------------------- | ------------------------- | ------------------------- | ------------------------- | ------------------------- |
| 1                         | Bernard Baudoin           | 4:0                       | 200                       | 31                        | 6,45                      | 7,12                      | 25                        |
| 2                         | Xavier Gretillat          | 2:2                       | 190                       | 22                        | 8,63                      | 12,50                     | 44                        |
| 3                         | Otto Truska               | 0:4                       | 76                        | 25                        | 3,04                      | –                         | 16                        |

| Abschlusstabelle Gruppe G | Abschlusstabelle Gruppe G | Abschlusstabelle Gruppe G | Abschlusstabelle Gruppe G | Abschlusstabelle Gruppe G | Abschlusstabelle Gruppe G | Abschlusstabelle Gruppe G | Abschlusstabelle Gruppe G |
| Platz                     | Name                      | MP                        | Pkt.                      | Aufn.                     | GD                        | BED                       | HS                        |
| ------------------------- | ------------------------- | ------------------------- | ------------------------- | ------------------------- | ------------------------- | ------------------------- | ------------------------- |
| 1                         | Grégory le Deventec       | 2:2                       | 161                       | 25                        | 6,44                      | 10,00                     | 26                        |
| 2                         | Raúl Cuenca               | 2:2                       | 175                       | 30                        | 5,83                      | 6,66                      | 40                        |
| 3                         | Michel van Silfhout       | 2:2                       | 122                       | 25                        | 4,88                      | 6,66                      | 31                        |

| Abschlusstabelle Gruppe H | Abschlusstabelle Gruppe H | Abschlusstabelle Gruppe H | Abschlusstabelle Gruppe H | Abschlusstabelle Gruppe H | Abschlusstabelle Gruppe H | Abschlusstabelle Gruppe H | Abschlusstabelle Gruppe H |
| Platz                     | Name                      | MP                        | Pkt.                      | Aufn.                     | GD                        | BED                       | HS                        |
| ------------------------- | ------------------------- | ------------------------- | ------------------------- | ------------------------- | ------------------------- | ------------------------- | ------------------------- |
| 1                         | Marek Faus                | 4:0                       | 200                       | 17                        | 11,76                     | 14,28                     | 51                        |
| 2                         | Esteve Mata               | 2:2                       | 162                       | 17                        | 9,52                      | 10,00                     | 35                        |
| 3                         | Johann Petit              | 0:4                       | 108                       | 20                        | 5,40                      | –                         | 25                        |

## KO-Phase
|  | Viertelfinale Spiel bis 120 Punkte | Viertelfinale Spiel bis 120 Punkte | Viertelfinale Spiel bis 120 Punkte | Viertelfinale Spiel bis 120 Punkte | Viertelfinale Spiel bis 120 Punkte | Viertelfinale Spiel bis 120 Punkte |                         |                         | Halbfinale Spiel bis 120 Punkte | Halbfinale Spiel bis 120 Punkte | Halbfinale Spiel bis 120 Punkte | Halbfinale Spiel bis 120 Punkte | Halbfinale Spiel bis 120 Punkte | Halbfinale Spiel bis 120 Punkte |      |       | Finale Spiel bis 120 Punkte | Finale Spiel bis 120 Punkte | Finale Spiel bis 120 Punkte | Finale Spiel bis 120 Punkte | Finale Spiel bis 120 Punkte | Finale Spiel bis 120 Punkte |
|  |                                    |                                    |                                    |                                    |                                    |                                    |                         |                         |                                 |                                 |                                 |                                 |                                 |                                 |      |       |                             |                             |                             |                             |                             |                             |
|  |                                    | MP                                 | Pkt.                               | Aufn.                              | GD                                 | HS                                 |                         |                         |                                 |                                 |                                 |                                 |                                 |                                 |      |       |                             |                             |                             |                             |                             |                             |
|  |                                    | MP                                 | Pkt.                               | Aufn.                              | GD                                 | HS                                 |                         |                         |                                 |                                 |                                 |                                 |                                 |                                 |      |       |                             |                             |                             |                             |                             |                             |
|  | Frédéric Caudron                   | 2                                  | 120                                | 10                                 | 12,00                              | 37                                 |                         |                         |                                 |                                 |                                 |                                 |                                 |                                 |      |       |                             |                             |                             |                             |                             |                             |
|  | Frédéric Caudron                   | 2                                  | 120                                | 10                                 | 12,00                              | 37                                 |                         | MP                      | Pkt.                            | Aufn.                           | GD                              | HS                              |                                 |                                 |      |       |                             |                             |                             |                             |                             |                             |
|  | Grégory le Deventec                | 0                                  | 100                                | 10                                 | 10,00                              | 62                                 |                         | MP                      | Pkt.                            | Aufn.                           | GD                              | HS                              |                                 |                                 |      |       |                             |                             |                             |                             |                             |                             |
|  | Grégory le Deventec                | 0                                  | 100                                | 10                                 | 10,00                              | 62                                 | Frédéric Caudron        | 2                       | 120                             | 10                              | 12,00                           | 74                              |                                 |                                 |      |       |                             |                             |                             |                             |                             |                             |
|  |                                    | MP                                 | Pkt.                               | Aufn.                              | GD                                 | HS                                 | Frédéric Caudron        | 2                       | 120                             | 10                              | 12,00                           | 74                              |                                 |                                 |      |       |                             |                             |                             |                             |                             |                             |
|  |                                    | MP                                 | Pkt.                               | Aufn.                              | GD                                 | HS                                 |                         | Bernard Villiers        | 0                               | 46                              | 10                              | 4,60                            | 27                              |                                 |      |       |                             |                             |                             |                             |                             |                             |
|  | Dave Christiani                    | 0                                  | 76                                 | 8                                  | 9,50                               | 25                                 |                         | Bernard Villiers        | 0                               | 46                              | 10                              | 4,60                            | 27                              |                                 |      |       |                             |                             |                             |                             |                             |                             |
|  | Dave Christiani                    | 0                                  | 76                                 | 8                                  | 9,50                               | 25                                 |                         |                         |                                 |                                 |                                 |                                 |                                 | MP                              | Pkt. | Aufn. | GD                          | HS                          |                             |                             |                             |                             |
|  | Bernard Villiers                   | 2                                  | 120                                | 8                                  | 15,00                              | 71                                 |                         |                         |                                 |                                 |                                 |                                 |                                 | MP                              | Pkt. | Aufn. | GD                          | HS                          |                             |                             |                             |                             |
|  | Bernard Villiers                   | 2                                  | 120                                | 8                                  | 15,00                              | 71                                 | Frédéric Caudron        | 2                       | 120                             | 5                               | 24,00                           | 45                              |                                 |                                 |      |       |                             |                             |                             |                             |                             |                             |
|  |                                    | MP                                 | Pkt.                               | Aufn.                              | GD                                 | HS                                 | Frédéric Caudron        | 2                       | 120                             | 5                               | 24,00                           | 45                              |                                 |                                 |      |       |                             |                             |                             |                             |                             |                             |
|  |                                    | MP                                 | Pkt.                               | Aufn.                              | GD                                 | HS                                 |                         | Nicolas Gerassimopoulos | 0                               | 52                              | 5                               | 10,40                           | 22                              |                                 |      |       |                             |                             |                             |                             |                             |                             |
|  | Nicolas Gerassimopoulos            | 2                                  | 120                                | 20                                 | 6,00                               | 50                                 |                         | Nicolas Gerassimopoulos | 0                               | 52                              | 5                               | 10,40                           | 22                              |                                 |      |       |                             |                             |                             |                             |                             |                             |
|  | Nicolas Gerassimopoulos            | 2                                  | 120                                | 20                                 | 6,00                               | 50                                 |                         | MP                      | Pkt.                            | Aufn.                           | GD                              | HS                              |                                 |                                 |      |       |                             |                             |                             |                             |                             |                             |
|  | Marek Faus                         | 0                                  | 92                                 | 20                                 | 4,60                               | 25                                 |                         | MP                      | Pkt.                            | Aufn.                           | GD                              | HS                              |                                 |                                 |      |       |                             |                             |                             |                             |                             |                             |
|  | Marek Faus                         | 0                                  | 92                                 | 20                                 | 4,60                               | 25                                 | Nicolas Gerassimopoulos | 2                       | 120                             | 16                              | 7,50                            | 56                              |                                 |                                 |      |       |                             |                             |                             |                             |                             |                             |
|  |                                    | MP                                 | Pkt.                               | Aufn.                              | GD                                 | HS                                 | Nicolas Gerassimopoulos | 2                       | 120                             | 16                              | 7,50                            | 56                              |                                 |                                 |      |       |                             |                             |                             |                             |                             |                             |
|  |                                    | MP                                 | Pkt.                               | Aufn.                              | GD                                 | HS                                 |                         | Arnim Kahofer           | 0                               | 98                              | 16                              | 6,12                            | 37                              |                                 |      |       |                             |                             |                             |                             |                             |                             |
|  | Arnim Kahofer                      | 2                                  | 120                                | 15                                 | 8,00                               | 31                                 |                         | Arnim Kahofer           | 0                               | 98                              | 16                              | 6,12                            | 37                              |                                 |      |       |                             |                             |                             |                             |                             |                             |
|  | Arnim Kahofer                      | 2                                  | 120                                | 15                                 | 8,00                               | 31                                 |                         |                         |                                 |                                 |                                 |                                 |                                 |                                 |      |       |                             |                             |                             |                             |                             |                             |
|  | Bernard Baudoin                    | 0                                  | 80                                 | 15                                 | 5,33                               | 43                                 |                         |                         |                                 |                                 |                                 |                                 |                                 |                                 |      |       |                             |                             |                             |                             |                             |                             |
|  | Bernard Baudoin                    | 0                                  | 80                                 | 15                                 | 5,33                               | 43                                 |                         |                         |                                 |                                 |                                 |                                 |                                 |                                 |      |       |                             |                             |                             |                             |                             |                             |

## Abschlusstabelle
| MP    | Match Points (Sieger = 2; Unentschieden = 1; Verlierer = 0) |
| Pkte. | Erzielte Karambolagen                                       |
| Aufn. | Benötigte Versuche                                          |
| GD    | Generaldurchschnitt                                         |
| BED   | Bester Einzeldurchschnitt eines Spielers                    |
| HS    | Höchstserie                                                 |
|       | Bester GD des Turniers                                      |
|       | Bester ED des Turniers                                      |
|       | Beste HS des Turniers                                       |
|       | 1. Platz (Gold)                                             |
|       | 2. Platz (Silber)                                           |
|       | 3. Platz (Bronze)                                           |

| Phase                     | Platz | Name                    | MP   | Pkt. | Aufn. | GD    | BED   | HS |
| ------------------------- | ----- | ----------------------- | ---- | ---- | ----- | ----- | ----- | -- |
| Finale                    | 1     | Frédéric Caudron        | 10:0 | 560  | 38    | 14,73 | 24,00 | 74 |
| Finale                    | 2     | Nicolas Gerassimopoulos | 8:2  | 492  | 67    | 7,34  | 10,00 | 67 |
| Halb- finale              | 3     | Arnim Kahofer           | 6:2  | 418  | 47    | 8,89  | 16,66 | 43 |
| Halb- finale              | 3     | Bernard Villiers        | 6:2  | 366  | 42    | 8,71  | 15,00 | 71 |
| Viertel- finale           | 5     | Dave Christiani         | 4:2  | 276  | 29    | 9,51  | 11,11 | 42 |
| Viertel- finale           | 6     | Marek Faus              | 4:2  | 292  | 37    | 7,89  | 14,28 | 51 |
| Viertel- finale           | 7     | Bernard Baudoin         | 4:2  | 280  | 46    | 6,08  | 7,14  | 43 |
| Viertel- finale           | 8     | Grégory le Deventec     | 4:2  | 261  | 35    | 7,45  | 10,00 | 62 |
| Gruppen- phase            | 9     | Torbjörn Blomdahl       | 2:2  | 172  | 15    | 11,46 | 11,11 | 29 |
| Gruppen- phase            | 10    | Esteve Mata             | 2:2  | 162  | 17    | 9,52  | 10,00 | 35 |
| Gruppen- phase            | 11    | Xavier Gretillat        | 2:2  | 190  | 22    | 8,63  | 12,50 | 44 |
| Gruppen- phase            | 12    | Eddy Leppens            | 2:2  | 171  | 24    | 7,12  | 12,50 | 26 |
| Gruppen- phase            | 13    | Jordi Garriga           | 2:2  | 123  | 20    | 6,15  | 7,14  | 27 |
| Gruppen- phase            | 14    | Raúl Cuenca             | 2:2  | 175  | 30    | 5,83  | 6,66  | 40 |
| Gruppen- phase            | 15    | Thomas Wildförster      | 2:2  | 165  | 32    | 5,15  | 5,26  | 45 |
| Gruppen- phase            | 16    | Pascal Dessaint         | 2:2  | 139  | 50    | 2,78  | 2,63  | 19 |
| Gruppen- phase            | 17    | Michel van Silfhout     | 2:2  | 122  | 25    | 4,88  | 6,66  | 31 |
| Gruppen- phase            | 18    | Jean Paul de Bruijn     | 0:4  | 147  | 18    | 8,16  | –     | 79 |
| Gruppen- phase            | 19    | Miroslav Baca           | 0:4  | 118  | 21    | 5,61  | –     | 22 |
| Gruppen- phase            | 20    | Johann Petit            | 0:4  | 108  | 20    | 5,40  | –     | 25 |
| Gruppen- phase            | 21    | Raymund Swertz          | 0:4  | 71   | 19    | 3,73  | –     | 23 |
| Gruppen- phase            | 22    | Otto Truska             | 0:4  | 76   | 25    | 3,04  | –     | 16 |
| Gruppen- phase            | 23    | Paulo Andrade           | 0:4  | 92   | 47    | 1,95  | –     | 7  |
| Gruppen- phase            | 24    | Tamas Szolnoki          | 0:4  | 53   | 30    | 1,76  | –     | 12 |
| Turnierdurchschnitt: 6,65 |       |                         |      |      |       |       |       |    |